# Romuald Waga
Romuald Andrzej Waga (ur. 26 stycznia 1936 w Lublinie, zm. 29 listopada 2008 w Gdańsku Oliwie) – polski admirał, morski dyplomowany oficer pokładowy okrętów torpedowych i rakietowych. W latach 1954–1996 służył w Siłach Zbrojnych, dowodząc KT-76, ORP „Gdynia”, 8 Flotyllą Obrony Wybrzeża oraz Marynarką Wojenną (1989-1996).

## Wykształcenie
W okresie od 1954 do 1958 odbył studia w Oficerskiej Szkole Marynarki Wojennej w Gdyni. Był również absolwentem Kaspijskiej Wyższej Szkoły Marynarki Wojennej ZSRR w Baku (1961–1962) i Akademii Marynarki Wojennej ZSRR w Leningradzie (1967–1970). W 1978 odbył Podyplomowe Studia Operacyjno-Strategiczne w Akademii Sztabu Generalnego Wojska Polskiego w Warszawie.

## Służba wojskowa
Początkowo skierowano go na kuter torpedowy KT-76, na którym był pomocnikiem dowódcy okrętu, a od 1960 do 1961 dowódcą okrętu. W 1970 objął funkcję starszego pomocnika szefa Sztabu ds. operacyjnych w 3 Brygadzie Kutrów Torpedowych w Gdyni. Po rozformowaniu 3 Brygady Kutrów Torpedowych w 1971 i utworzeniu w Gdyni 3 Flotylli Okrętów, został w tej jednostce zastępcą szefa Sztabu ds. operacyjno-szkoleniowych. Od 1973 do 1975 kierował Sztabem 3 Flotylli Okrętów, a potem był zastępcą szefa Oddziału Operacyjnego Sztabu Głównego Dowództwa Marynarki Wojennej w Gdyni. W latach 1979–1983 dowodził 8 Flotyllą Obrony Wybrzeża w Świnoujściu.
Od 1983 zajmował stanowisko szefa Służb Technicznych i Zaopatrzenia – zastępcy dowódcy Marynarki Wojennej ds. techniki i zaopatrzenia, a 4 lutego 1986 wyznaczono go szefem Sztabu – I zastępcą dowódcy Marynarki Wojennej. W okresie od 28 grudnia 1989 do 28 lutego 1996 był dowódcą Marynarki Wojennej, po czym 8 marca 1996 przeszedł w stan spoczynku.
Awansował kolejno na stopnie oficerskie:
| - podporucznika marynarki – 1958 - porucznika marynarki – 1961 - kapitana marynarki – 1965 | - komandora podporucznika – 1970 - komandora porucznika – 1973 - komandora – 1978 | - kontradmirała – 1983 - wiceadmirała – 1992 - admirała – 1995 |

## Działalność biznesowa

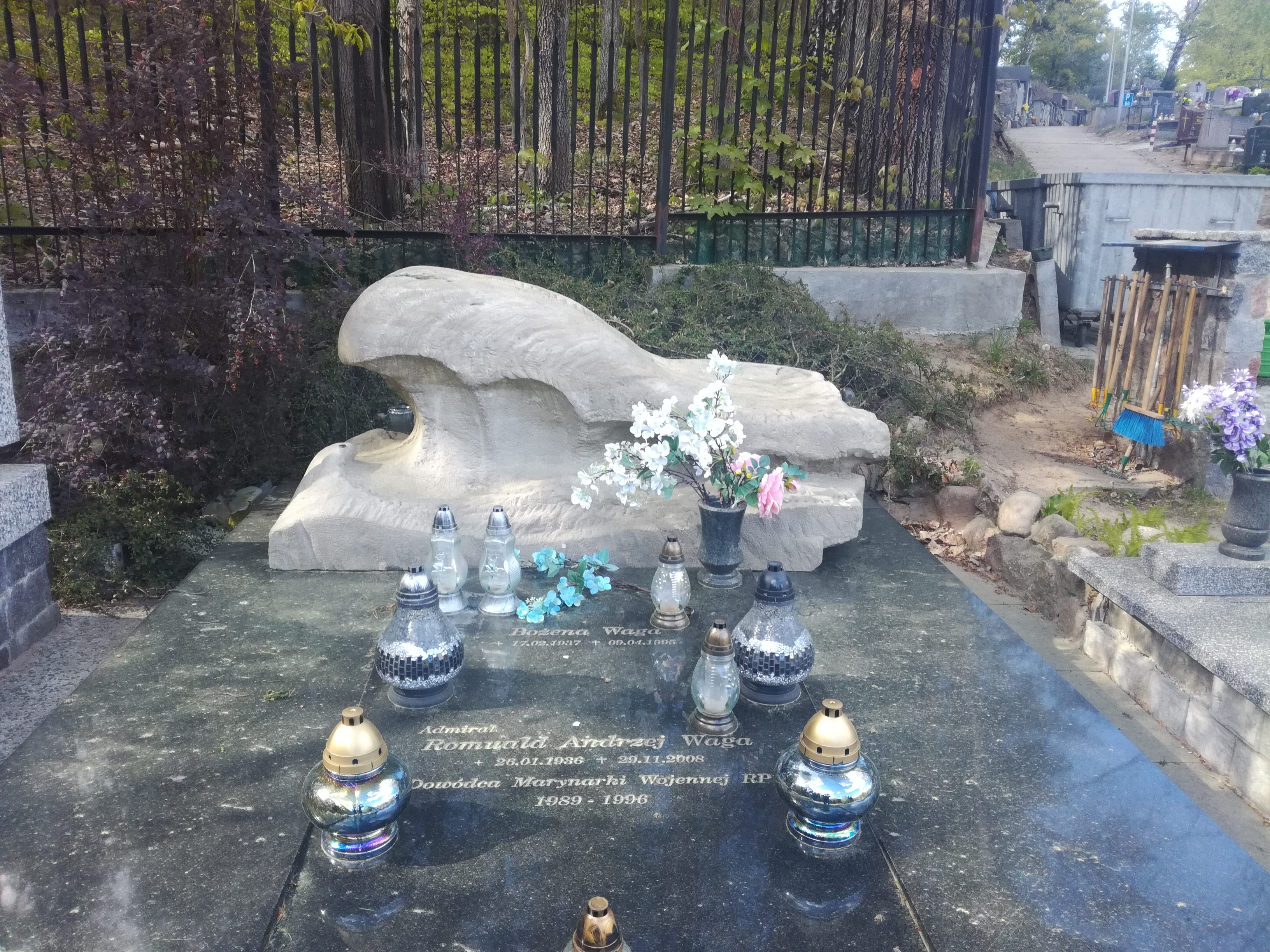
Grób admirała Romualda Wagi na cmentarzu Witomińskim

Zasiadał w radzie nadzorczej spółki S.A.Z. Biuro Podróży First Class oraz spółki Megagaz. Według dziennikarzy „Dziennika Bałtyckiego” w 1991 kierował działaniami mafii paliwowej. Sprawa uległa przedawnieniu.
Pochowany na cmentarzu Witomińskim (kwatera 50-36-5).

## Życie prywatne
Był synem Jana i Marii z domu Mirosław. Był dwukrotnie żonaty. Pierwsza żona Bożena z domu Kałaska zmarła w 1995. Od 1998 był żonaty z Marią Kocko. Miał córkę.

## Odznaczenia
- Krzyż Komandorski Orderu Odrodzenia Polski (1991)
- Krzyż Oficerski Orderu Odrodzenia Polski
- Krzyż Kawalerski Orderu Odrodzenia Polski (1981)
- Złoty Krzyż Zasługi (1976)
- Złoty Medal „Siły Zbrojne w Służbie Ojczyzny” (1978)
- Złoty Medal „Za Zasługi dla Obronności Kraju” (1980)
- Komandor Legii Zasługi (Commander Legion of Merit, 1994, USA)
- Pierścień Hallera